# Mistrzostwa Europy w Pływaniu na krótkim basenie 1992
II Mistrzostwa Europy w Pływaniu na krótkim basenie odbyły się w Espoo w Finlandii, w dniach 21-22 grudnia 1992 roku.

## Rezultaty mężczyzn

### 50 m stylem dowolnym
| MEDAL | ZAWODNIK     | PAŃSTWO         | CZAS  |
| ----- | ------------ | --------------- | ----- |
|       | Jurij Własow | Ukraina         | 22,06 |
|       | Mark Pinger  | Niemcy          | 22,32 |
|       | Mark Foster  | Wielka Brytania | 22,38 |

### 50 m stylem grzbietowym
| MEDAL | ZAWODNIK            | PAŃSTWO   | CZAS  |
| ----- | ------------------- | --------- | ----- |
|       | Jani Sievinen       | Finlandia | 25,07 |
|       | Rudi Dollmayer      | Niemcy    | 25,53 |
|       | Patrick Hermanspann | Niemcy    | 25,62 |

### 50 m stylem klasycznym
| MEDAL | ZAWODNIK       | PAŃSTWO  | CZAS  |
| ----- | -------------- | -------- | ----- |
|       | Wasilij Iwanow | Rosja    | 27,25 |
|       | Ron Dekker     | Holandia | 27,67 |
|       | Dmitrij Wołkow | Rosja    | 27,89 |

### 50 m stylem motylkowym
| MEDAL | ZAWODNIK         | PAŃSTWO         | CZAS  |
| ----- | ---------------- | --------------- | ----- |
|       | Mark Foster      | Wielka Brytania | 23,89 |
|       | Dirk Vandenhirtz | Niemcy          | 24,31 |
|       | Miloš Milošević  | Chorwacja       | 24,49 |

### 100 m stylem zmiennym
| MEDAL | ZAWODNIK      | PAŃSTWO   | CZAS  |
| ----- | ------------- | --------- | ----- |
|       | Jani Sievinen | Finlandia | 53,78 |
|       | Antti Kasvio  | Finlandia | 54,93 |
|       | Indrek Sei    | Estonia   | 55,85 |

### 4×50m stylem dowolnym (sztafeta)
| MEDAL | ZAWODNIK | PAŃSTWO | CZAS    |
| ----- | -------- | ------- | ------- |
|       | Szwecja  | Szwecja | 1:27,94 |
|       | Niemcy   | Niemcy  | 1:28,14 |
|       | Rosja    | Rosja   | 1:29,99 |

### 4×50m stylem zmiennym (sztafeta)
| MEDAL | ZAWODNIK  | PAŃSTWO   | CZAS    |
| ----- | --------- | --------- | ------- |
|       | Finlandia | Finlandia | 1:38,10 |
|       | Szwecja   | Szwecja   | 1:38,16 |
|       | Rosja     | Rosja     | 1:38,59 |

## Rezultaty kobiet

### 50 m dowolnym
| MEDAL | ZAWODNICZKA           | PAŃSTWO | CZAS  |
| ----- | --------------------- | ------- | ----- |
|       | Franziska van Almsick | Niemcy  | 24,95 |
|       | Simone Osygus         | Niemcy  | 25,42 |
|       | Annette Hadding       | Niemcy  | 25,75 |

### 50 m stylem grzbietowym
| MEDAL | ZAWODNICZKA     | PAŃSTWO | CZAS  |
| ----- | --------------- | ------- | ----- |
|       | Sandra Völker   | Niemcy  | 28,57 |
|       | Nina Żiwanewska | Rosja   | 28,66 |
|       | Anja Eichhorst  | Niemcy  | 28,95 |

### 50 m stylem klasycznym
| MEDAL | ZAWODNICZKA     | PAŃSTWO | CZAS     |
| ----- | --------------- | ------- | -------- |
|       | Louise Karlsson | Szwecja | 31,19 ER |
|       | Peggy Hartung   | Niemcy  | 31,55    |
|       | Alicja Pęczak   | Polska  | 31,73    |

### 50 m stylem motylkowym
| MEDAL | ZAWODNICZKA     | PAŃSTWO  | CZAS  |
| ----- | --------------- | -------- | ----- |
|       | Louise Karlsson | Szwecja  | 27,28 |
|       | Inge de Bruijn  | Holandia | 27,57 |
|       | Susanne Müller  | Niemcy   | 27,80 |

### 100 m stylem zmiennym
| MEDAL | ZAWODNICZKA     | PAŃSTWO | CZAS       |
| ----- | --------------- | ------- | ---------- |
|       | Louise Karlsson | Szwecja | 1:01,03 ER |
|       | Daniela Hunger  | Niemcy  | 1:01,95    |
|       | Alicja Pęczak   | Polska  | 1:02,76    |

### 4×50m stylem dowolnym (sztafeta)
| MEDAL | ZAWODNICZKA | PAŃSTWO | CZAS    |
| ----- | ----------- | ------- | ------- |
|       | Niemcy      | Niemcy  | 1:40,63 |
|       | Szwecja     | Szwecja | 1:41,65 |
|       | Rosja       | Rosja   | 1:43,73 |

### 4×50m stylem zmiennym (sztafeta)
| MEDAL | ZAWODNICZKA | PAŃSTWO | CZAS    |
| ----- | ----------- | ------- | ------- |
|       | Niemcy      | Niemcy  | 1:52,44 |
|       | Szwecja     | Szwecja | 1:52,60 |
|       | Rosja       | Rosja   | 1:55,97 |

## Tabela medalowa
| Miejsce | PAŃSTWO         | ZŁOTO | SREBRO | BRĄZ | RAZEM |
| ------- | --------------- | ----- | ------ | ---- | ----- |
| 1.      | Niemcy          | 4     | 7      | 4    | 15    |
| 2.      | Szwecja         | 4     | 3      | 0    | 7     |
| 3.      | Finlandia       | 3     | 1      | 0    | 4     |
| 4.      | Rosja           | 1     | 1      | 5    | 7     |
| 5.      | Wielka Brytania | 1     | 0      | 1    | 2     |
| 6.      | Ukraina         | 1     | 0      | 0    | 1     |
| 7.      | Holandia        | 0     | 2      | 0    | 2     |
| 8.      | Polska          | 0     | 0      | 2    | 2     |
| 9.      | Estonia         | 0     | 0      | 1    | 1     |
|         | Chorwacja       | 0     | 0      | 1    | 1     |
|         | RAZEM           | 14    | 14     | 14   | 42    |